# Siface
Giovanni Francesco Grossi, llamado Siface, (1653-1697) fue un castrato italiano, conocido en su tiempo por sus brillantes interpretaciones musicales y también por su trágica vida amorosa.

## Carrera musical
Su voz fue descubierta en el coro de la Capilla Pontificia. Inmediatamente debutó en el teatro Tordinona de Roma, luego fue a la corte del Rey de Saboya en Turín y después a la corte de los Este en Módena. También fue el primer castrato en visitar Gran Bretaña.La carrera musical de Siface fue brillantísima. Un crítico de la época, después de escucharle en Londres, lo proclamó el mejor cantante del mundo. Cantó tanto en las capillas reales como en los mejores teatros de Roma y Londres.

## Relaciones con Elena Marsili
Estuvo al servicio del duque de Módena y se enamoró perdidamente de Elena Marsili, viuda del conde Gaspari-Forni y hermana del Marqués Giorgio Marsili de Bolonia, quien se opuso tenazmente a la relación amorosa entre Siface y su hermana, por considerar a los castrati como un engendro de la naturaleza y una afrenta a la memoria y la sangre de la casa de los Marsili. El asunto fue llevado ante el duque de Módena, quien tenía alta estima por el castrato y decidió alejar a Elena de Siface, enviándola al monasterio de San Lorenzo. 

## Asesinato
Aun así Siface no renunció a Elena y cuando le fue dado el rol de Perseo en la ópera de Martelli, el cantante pudo frecuentar más Bolonia e inmediatamente pidió salvoconductos para visitar a Elena en el monasterio. El escándalo público y la ira del marqués Marsili llegaron a su punto más álgido. En hechos no esclarecidos del todo, el cantante fue asaltado en su carruaje, cuando se dirigía a Bolonia, por cuatro hombres enmascarados que le dieron muerte, primero con bayonetas en su espalda y luego destrozándole el cráneo. El juicio no pudo inculpar al Marqués pero el Papa en persona se decidió a intervenir y desterró al Marqués de Bolonia y los Estados Papales.
Elena Marsili desapareció del monasterio meses más tarde y se dice que coleccionó un gran número de aventuras amorosas, según muchos por venganza contra su hermano.